# HC Portovik Youjne
Maillots
Le HC Portovik est un club de handball localisé dans la ville de Youjne, dans l'agglomération d'Odessa, en Ukraine.

## Palmarès
- Championnat d'Ukraine
  - Vainqueur  (1) : 2005-2006
  - Vice-champion  (7) : 2000-2001, 2002-2003, 2004-2005, 2006-2007, 2007-2008, 2009-2010, 2013-2014
- Coupe d'Ukraine
  - Finaliste (1) : 2021